# كعب بن عدي العبادي
كَعْبٌ بن عَديّ الْعَبَّادِيُّ عابدٌ مِنْ عُبَّادِ الحيرة بالعراق، حين كان نصرانياً، كان شريكاً للخليفة عمر بن الخطاب في الجاهلية في تجارة البز، ثم صار صحابياً بعد أن وَفَدَ مَعَ وَفْدِ الْحِيرَةِ عَلَى رَسُولِ اللهِ صَلَّى اللَّهُ عَلَيْهِ وَسَلَّمَ، وَقَدِمَ الْمَدِينَةَ فِي عَهْدِ الخليفة أَبِي بَكْرٍ، أَرْسَلَهُ عُمَرُ إِلَيَّ الْمُقَوْقِسِ فَقَدِمَ عَلَيْهِ الْإِسْكَنْدَرِيَّةَ بِرِسَالَتِهِ، وَشَهِدَ فَتْحَ مِصْرَ، واختطّ بها وتوفي فيها، وَلَهُ بِهَا دَارٌ وَوَلَدٌ. وفي خطته كانت قيسارية أبي مرة، اشتراها عبد العزيز بن مروان من ابن كعب العبادي، وذكر ابن الجوزي أنه ممن روى الحديث عن الرسول محمد. وقيل إن كعباً ليس من الصحابة بل رأى الرسول محمداً ثم آمن بعد ذلك.

## نسبه
كَعْبُ بْنُ عَدِيِّ بْنِ حَنْظَلَةَ بْنِ عَدِيِّ بْنِ عَمْرِو بْنِ ثَعْلَبَةَ بْنِ عَدِيِّ بْنِ مَلْكَانَ بْنِ عَوْفِ بْنِ عُذْرَةَ بْنِ زَيْدِ اللَّاتِ، وَهُوَ الَّذِي يُقَالُ لَهُ: التَّنُوخِيُّ، وَحَالَفَ بَنُو مَلَكَانَ بْنِ عَوْفٍ تَنُوخًا فَنُسِبَ إِلَيْهِمْ.

## شعره
شدّ العقابَ على البريء بمَن جنى حتى يكون لغيره تنكيلاً والجهل في بعض الأمور إذا اغتدى مُستخرِجٌ للجاهلين عقولاً.

## سيرته
روى أبو نعيم الأصفهاني في كتابه (معجم الصحابة) عن كعب بن زيد أنه قال "أَقْبَلْتُ فِي وَفْدٍ مِنْ أَهْلِ الْحِيرَةِ إِلَى النَّبِيِّ صَلَّى اللَّهُ عَلَيْهِ وَسَلَّمَ فَعَرَضَ عَلَيْنَا الْإِسْلَامَ، فَأَسْلَمْنَا ثُمَّ انْصَرَفْنَا إِلَى الْحِيرَةِ، فَلَمْ نَلْبَثْ أَنْ جَاءَنَا وَفَاةُ النَّبِيِّ صَلَّى اللَّهُ عَلَيْهِ وَسَلَّمَ, فَارْتَابَ أَصْحَابِي، وَقَالُوا: لَوْ كَانَ نَبِيًّا لَمْ يَمُتْ، فَقُلْتُ: قَدْ مَاتَ الْأَنْبِيَاءُ قَبْلَهُ, وَثَبَتُّ عَلَى الْإِسْلَامِ، ثُمَّ خَرَجْتُ أُرِيدُ الْمَدِينَةَ، فَمَرَرْتُ بِرَاهِبٍ, وَكُنَّا لَا نَقْطَعُ أَمْرًا دُونَهُ، فَعُجْتُ إِلَيْهِ فَقُلْتُ: أَخْبِرْنِي عَنْ أَمْرٍ أَرَدْتُهُ, لَفَخَ فِي صَدْرِي مِنْهُ شَيْءٌ قَالَ: ائْتِ بِاسْمِكَ مِنَ الْأَسْمَاءِ، فَأَتَيْتُهُ بِكَعْبٍ فَقَالَ: أَلْقِهِ فِي هَذَا السِّفْرِ - لِسِفْرٍ أَخْرَجَهُ، فَأَلْقَيْتُ الْكَعْبَ، فَإِذَا بِصِفَةِ النَّبِيِّ صَلَّى اللَّهُ عَلَيْهِ وَسَلَّمَ كَمَا رَأَيْتُهُ، وَإِذَا بِمَوْتِهِ فِي الْحِينِ الَّذِي مَاتَ فِيهِ، فَاشْتَدَّتْ فِيهِ بَصِيرَتِي فِي إِيمَانِي، فَقَدِمْتُ عَلَى أَبِي بَكْرٍ, فَأَعْلَمْتُهُ وَأَقَمْتُ عِنْدَهُ, فَوَجَّهَنِي إِلَى الْمُقَوْقِسِ فَرَجَعْتُ، فَوَجَّهَنِي أَيْضًا عُمَرُ بْنُ الْخَطَّابِ فَقَدِمْتُ عَلَيْهِ بِكِتَابِهِ، فَآتَيْتُهُ بَعْدُ - يَعْنِي وَقْعَةَ الْيَرْمُوكِ - وَلَمْ أَعْلَمْ بِهَا، فَقَالَ لِي: أَعَلِمْتَ أَنَّ الرُّومَ قَتَلَتِ الْعَرَبَ وَهَزَمَتْهُمْ؟ قُلْتُ: لَا, قَالَ: وَلِمَ؟ قُلْتُ: إِنَّ اللهَ وَعَدَ نَبِيَّهُ صَلَّى اللَّهُ عَلَيْهِ وَسَلَّمَ لَيُظْهِرُهُ عَلَى الدِّينِ كُلِّهِ، وَلَيْسَ يُخْلِفُ الْمِيعَادَ, قَالَ: فَإِنَّ نَبِيَّكُمْ قَدْ صَدَقَكُمْ، قُتِلَتِ الرُّومُ وَاللهِ قَتْلَ عَادٍ، ثُمَّ سَأَلَنِي عَنْ وُجُوهِ أَصْحَابِ النَّبِيِّ صَلَّى اللَّهُ عَلَيْهِ وَسَلَّمَ, فَأَهْدَى إِلَى عُمَرَ, وَإِلَيْهِمْ، وَكَانَ مِمَّنْ أَهْدَى إِلَيْهِمْ عَلِيٌّ، وَعَبْدُ الرَّحْمَنِ، وَالزُّبَيْرُ، وَأَحْسِبُهُ ذَكَرَ الْعَبَّاسَ " قَالَ كَعْبٌ: «وَكُنْتُ شَرِيكًا لِعُمَرَ بْنِ الْخَطَّابِ فِي الْجَاهِلِيَّةِ، فَلَمَّا وَضَعَ الدِّيوَانَ فَرَضَ لِي فِي بَنِي عَدِيِّ بْنِ كَعْبٍ»" وقال " كَانَ أَبِي أَسْقُفَ الْحِيرَةِ، فَلَمَّا بُعِثَ مُحَمَّدٌ النَّبِيُّ صَلَّى اللَّهُ عَلَيْهِ وَسَلَّمَ قَالَ: هَلْ لَكُمْ أَنْ يَذْهَبَ نَفَرٌ مِنْكُمْ إِلَى هَذَا الرَّجُلِ فَيَسْمَعُوا مِنْ قَوْلِهِ، لَا يَمُوتُ غَدًا، فَيَقُولُونَ: لَوْ أَنَّا سَمِعْنَا مِنْ قَوْلِهِ, فَاخْتَارُوا أَرْبَعَةَ، فَبَعَثُوهُمْ، فَقُلْتُ لِأَبِي: أَنَا أَنْطَلِقُ مَعَهُمْ، فَقَدِمْنَا عَلَى رَسُولِ اللهِ صَلَّى اللَّهُ عَلَيْهِ وَسَلَّمَ, فَكُنَّا نَجْلِسُ إِلَيْهِ إِذَا صَلَّى الصُّبْحَ فَنَسْمَعُ كَلَامَهُ وَالْقُرْآنَ، وَلَا يُنْكِرُنَا أَحَدٌ، فَلَمْ يَلْبَثْ رَسُولُ اللهِ صَلَّى اللَّهُ عَلَيْهِ وَسَلَّمَ إِلَّا يَسِيرًا حَتَّى مَاتَ، فَقَالَتِ الْأَرْبَعَةُ: لَوْ كَانَ أَمْرُهُ حَقًّا لَمْ يَمُتِ انْطَلِقُوا، فَقُلْتُ: كَمَا أَنْتُمْ حَتَّى تَعْلَمُوا مَنْ يَقُومُ مَكَانَهُ، أَيَنْقَطِعُ هَذَا الْأَمْرُ أَمْ يَتِمُّ؟ فَذَهَبُوا وَمَكَثْتُ أَنَا لَا مُسْلِمًا وَلَا نَصْرَانِيًّا، فَلَمَّا بَعَثَ أَبُو بَكْرٍ إِلَى الْيَمَامَةِ ذَهَبْتُ مَعَهُمْ، فَلَمَّا فَرَغُوا مِنْ مُسَيْلِمَةَ وَرَجَعُوا، مَرَرْتُ بِرَاهِبٍ, فَرَقَيْتُ إِلَيْهِ, فَدَارَسْتُهُ".